# Campiglossa media
Campiglossa media este o specie de muște din genul Campiglossa, familia Tephritidae. A fost descrisă pentru prima dată de Malloch în anul 1938. Conform Catalogue of Life specia Campiglossa media nu are subspecii cunoscute.